# Леандро Ґвілейро
Леандро Ґвілейро  (порт. Leandro Guilheiro, 7 серпня 1983) — бразильський дзюдоїст, олімпійський медаліст.

## Виступи на Олімпіадах
| Олімпіада  | Дисципліна      | Місце |
| ---------- | --------------- | ----- |
| Афіни 2004 | легка категорія | 3T    |
| Пекін 2008 | легка категорія | 3T    |